# Felipe Alvarado
Felipe Andrés Alvarado Inzunza (Villa Alemana, Región de Valparaíso, Chile, 8 de febrero de 1999) es un futbolista chileno. Juega de defensa y su equipo actual es Deportes Recoleta de la Primera B de Chile. 

## Trayectoria
Formado en las divisiones inferiores del Santiago Wanderers primero como puntero izquierdo para luego ser un lateral por la misma banda llegaría al primer equipo durante la Primera B 2018 en la novena fecha siendo citado para el partido frente a Coquimbo Unido donde no debutaría.
Su debut se daría la siguiente fecha tras su primera convocatoria y sería en calidad de titular frente a Deportes La Serena en un partido que terminaría empatado a un gol en un encuentro válido por la Primera B 2018.

## Selección nacional
Fue parte de la Selección de fútbol sub-17 de Chile y también en su categoría Sub-20 sin llegar a disputar competiciones oficiales con ellas.

## Estadísticas

### Clubes
| Club                             | Div           | Temporada     | Liga  | Liga  | Copas nacionales(1) | Copas nacionales(1) | Torneos internacionales | Torneos internacionales | Total | Total |
| Club                             | Div           | Temporada     | Part. | Goles | Part.               | Goles               | Part.                   | Goles                   | Part. | Goles |
| -------------------------------- | ------------- | ------------- | ----- | ----- | ------------------- | ------------------- | ----------------------- | ----------------------- | ----- | ----- |
| Santiago Wanderers · Chile       | 2ª            | 2018          | 3     | 0     | 2                   | 0                   | —                       | —                       | 5     | 0     |
| Santiago Wanderers · Chile       | 2ª            | 2019          | 1     | 0     | 1                   | 0                   | —                       | —                       | 2     | 0     |
| Santiago Wanderers · Chile       | 2ª            | 2021          | 24    | 1     | 0                   | 0                   | —                       | —                       | 24    | 1     |
| Santiago Wanderers · Chile       | 2ª            | 2022          | 15    | 0     | 3                   | 0                   | —                       | —                       | 18    | 0     |
| Santiago Wanderers · Chile       | Total club    | Total club    | 43    | 1     | 6                   | 0                   | 0                       | 0                       | 49    | 1     |
| Deportes Colina · Chile          | 3ª            | 2020          | 20    | 0     | —                   | —                   | —                       | —                       | 20    | 0     |
| Deportes Colina · Chile          | Total club    | Total club    | 20    | 0     | 0                   | 0                   | 0                       | 0                       | 20    | 0     |
| Deportes Antofagasta · Chile     | 2ª            | 2023          | 19    | 1     | 2                   | 0                   | —                       | —                       | 21    | 1     |
| Deportes Antofagasta · Chile     | Total club    | Total club    | 19    | 1     | 2                   | 0                   | 0                       | 0                       | 21    | 1     |
| Total carrera                    | Total carrera | Total carrera | 82    | 2     | 8                   | 0                   | 0                       | 0                       | 90    | 2     |
| (1) Incluye datos de Copa Chile. |               |               |       |       |                     |                     |                         |                         |       |       |

### Resumen estadístico
| Competición      | Partidos | Goles |
| ---------------- | -------- | ----- |
| Primera B        | 62       | 2     |
| Segunda División | 20       | 0     |
| Copa Chile       | 8        | 0     |
| Total            | 90       | 2     |

## Palmarés

### Títulos nacionales
| Título    | Club               | País  | Año  |
| --------- | ------------------ | ----- | ---- |
| Primera B | Santiago Wanderers | Chile | 2019 |